# Colpotrochia antennata
Colpotrochia antennata är en stekelart som först beskrevs av Morley 1913.  Colpotrochia antennata ingår i släktet Colpotrochia och familjen brokparasitsteklar. Inga underarter finns listade i Catalogue of Life.